# Petroni Probe (cònsol 489)
Petroni Probe va ser un aristòcrata romà durant el regnat del rei Odoacre. Va ser el cònsol occidental de l'any 489 dC (amb Eusebi com a col·lega oriental) i un destacat partidari de l'antipapa Laurenci. Es creu que Probe era fill de Rufí Aquil·les Meci Plàcid, cònsol l'any 481, i pare de Rufí Petroni Nicòmac Ceteg, cònsol l'any 504.